# Philippe De Ridder
 (août 2024).
Pour les articles homonymes, voir Deridder.
Philippe Joseph Jacques De Ridder-Pollet, né à Bredene le 7 décembre 1773 et mort à Bruges le 30 octobre 1856, est un homme politique belge.

## Fonctions et mandats
- Membre du Sénat belge : 1839-1851

## Sources
- Jean-Luc DE PAEPE & Christiane RAINDORF-GERARD (red.), Le Parlement belge, 1831-1894. Données biographiques, Brussel, 1996.